# Црква Рођења Пресвете Богородице у Тибужду
Црква Рођења Пресвете Богородице у Тибужду, насељеном месту на територији града Врања, православни је храм који припада Епархији врањској Српске православне цркве.
Црква посвећена Рођењу Пресвете Богородице подигнута је 1870. године. Особеност цркве је у томе што је у источном углу галерије направљен иконостас, по коме су распоређене руске увезене иконе, чиме је добијен параклис. На иконостасу се налази 46 икона и дело су зографа Аврама Дичова, из 1870. године.
У периоду од 2010. до 2017. године извршено је комплетно обнављање цркве и уређење унутрашњег простора, а 2015. године Епископ врањски Пахомије извршио је освећење новог звоника.